# Jordan River
Jordan River (Italia, 20 de febrero de 1976) es un director de cine y guionista italiano.

## Filmografía
- Apollineum (2012)
- Hollywood Italian Lifestyle (2015)
- Le origini della cinematografia (2017)
- Stonehenge, il tempio dei druidi (2018)
- Caravaggio, la potenza della luce[1] (2018)
- Dance - The Audition[2] (2019)
- Artemisia Gentileschi, pittrice guerriera[3] (2020)
- Joachim and the Apocalypse (Il monaco che vinse l'Apocalisse)[4] (2023)

## Premios y distinciones[5]
- Terra di Siena International Film Festival
  - 2018 - Mejor Documental Caravaggio, la potenza della luce[1]
- Premio Silver Screen Award Feature Competition'
  - 2018 - Silver Screen Award Feature Competition al Nevada International Film Festival 2018 per Le origini della cinematografia[6]
- Premio Golden Award Winner International Screen Awards
  - 2019 - Golden Award Winner International Screen Awards per Stonehenge - Il tempio dei druidi
- European Cinematography Awards
  - 2020 - Winner Cinematography Award 2020 "Artemisia Gentileschi, Warrior Painter"
- Best Feature Docudrama
  - 2020 - Best Feature Docudrama al Global Nonviolent Film Festival 2020 "Artemisia Gentileschi, Warrior Painter"[7]